# 台湾におけるパイナップル生産
台湾におけるパイナップル生産（たいわんにおけるパイナップルせいさん）では台湾でのパイナップルの商業栽培について説明する。
台湾はパイナップルの主要な生産国の一つであり、屏東県を中心とする台湾南部で生産されている。パイナップルは台湾の果物輸出額の4割以上を占めている主要な輸出作物である。

南投県名間郷のパイナップルプランテーション

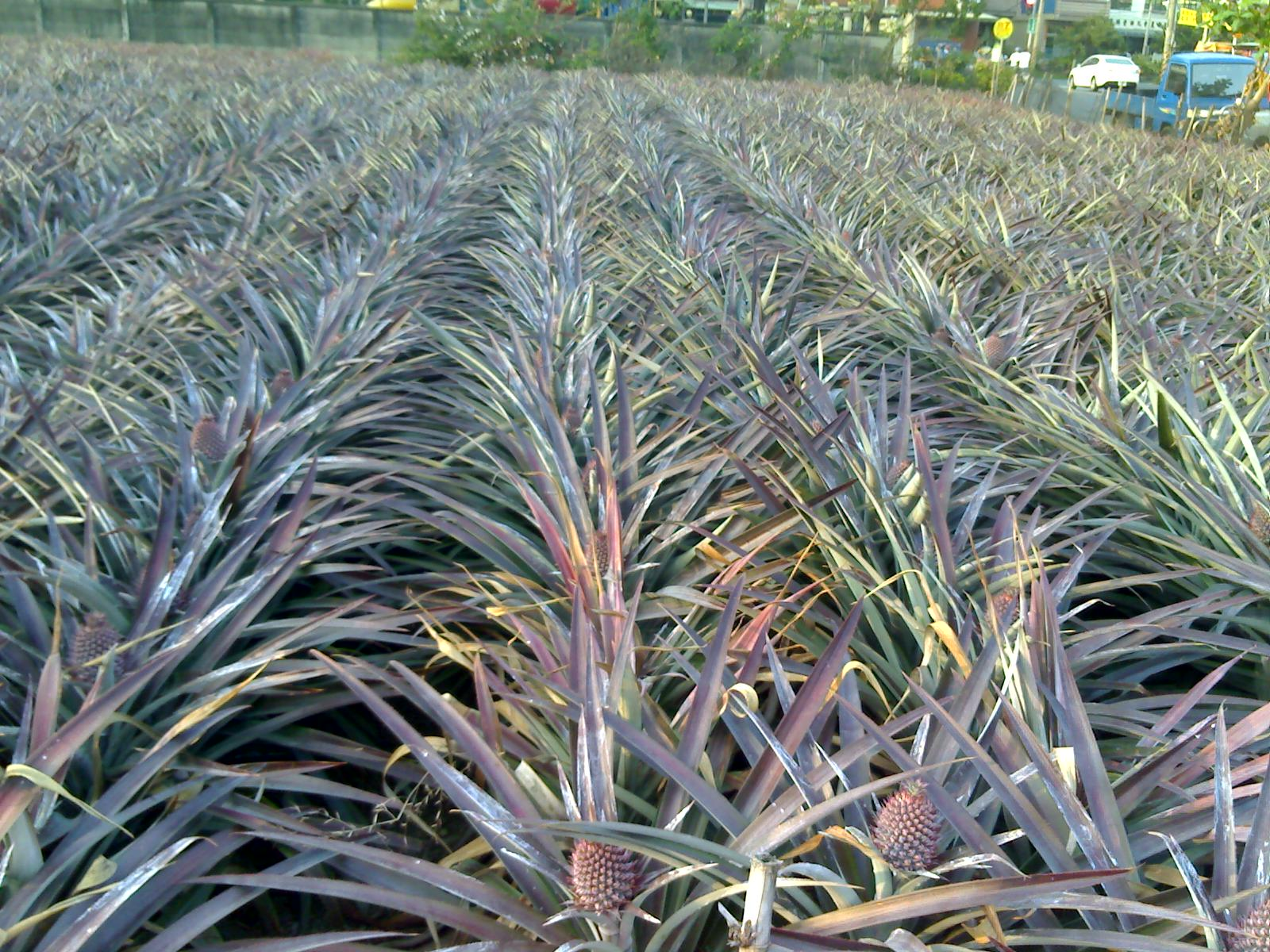
九曲堂のパイナップル農場

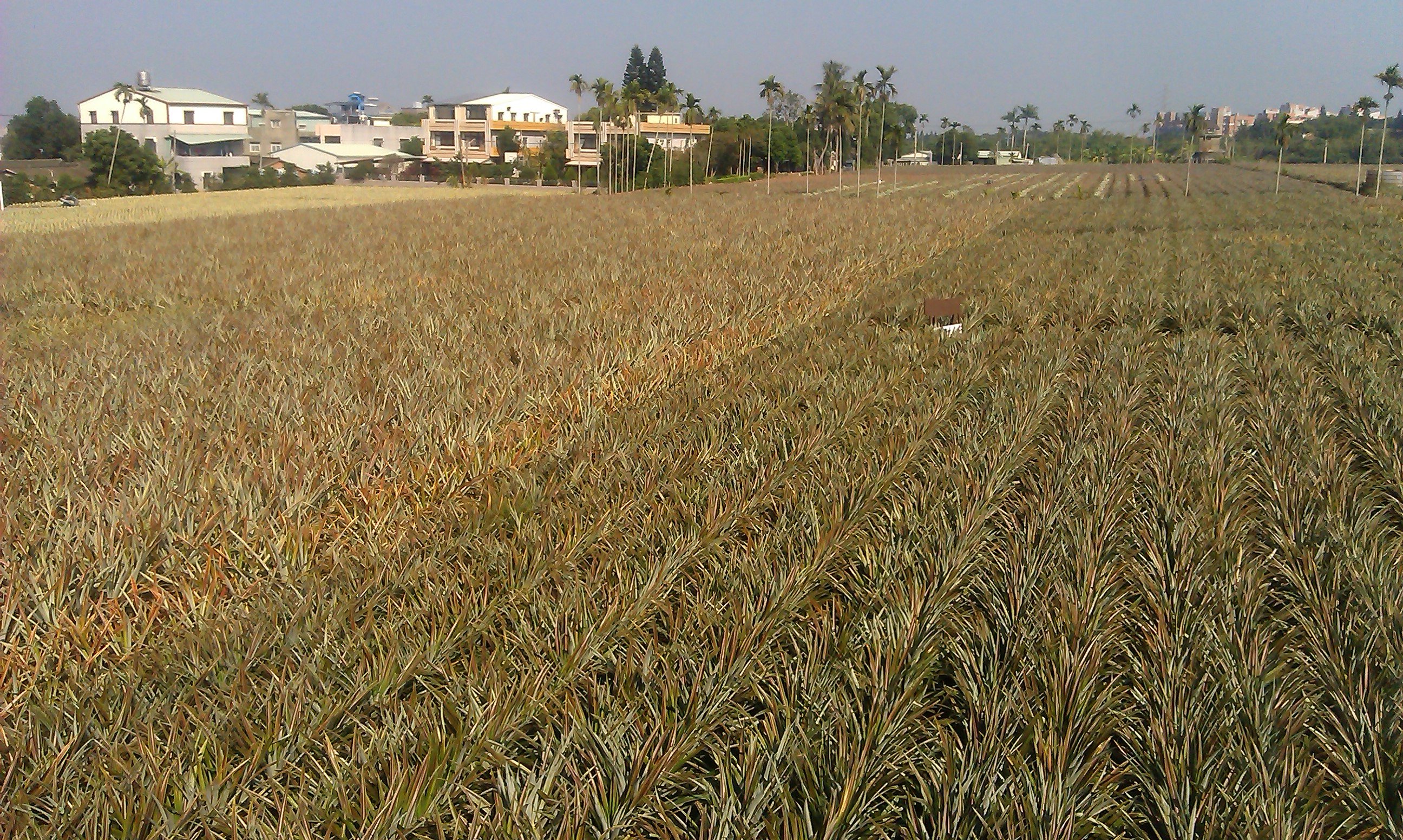
嘉義県民雄郷のパイナップル農園

## 地理
台湾のパイナップル栽培は中南部で盛んに行われている。屏東県が生産量の30%を占めており、高雄市（14%）、台南市（14%）、嘉義県（13%）、南投県（12%）と続く。花蓮県や台中県でも生産されている。

## 品種
台湾では90種類以上の品種が栽培されているが、生産量の84％以上を「ゴールデンダイアモンド」（金鑚）というブランド名でも呼ばれる「台農17号」が占めており、輸出の主力となっている。次いで人気なのが台農20号「ミルキーパイン」（牛奶）であり、台農13号「ウインターハニー」（冬蜜）、台農4号「シュガーパイン」（釋迦）、台農11号「パフューム」（香水）などが知られている。日本統治時代に缶詰用としてハワイのスムース‧カイエン品種とシンガポールの品種をかけ合わせたスムース‧カイエン種は、実が大きく繊維が荒く、酸味の強いのが特徴であり、現在でも栽培が行われている。ゴールデンダイアモンドは、缶詰向けの生産が衰退して以降、生食用として品種改良を重ねて誕生したものであり、甘く果肉がジューシーであることから中国大陸での人気が高まり、価格が上昇したため支配的な地位を占めるようになった。中国以外にも販路を分散させる必要性が高まっており、さまざまな特徴を有した品種の生産が行われている。
2019年に誕生した台農23号「マンゴーパイン」 （芒果）はマンゴーのような香りを持ち、長期間の輸送・貯蔵に耐えられるのが特徴であり、2022年に日本で品種登録を行なった。2023年、台湾の農業委員会は中国において無断でマンゴーパインが栽培されていることを確認したとして非難した。種苗が不正に流出したことの対応として、違法に種苗を輸出した業者への罰則強化を盛り込んだ関連法の改正が行われた。

## 経済
パイナップルは南アメリカ大陸原産であり、16世紀から17世紀にかけてポルトガル人らによって、世界中に広がり、1650年には台湾で栽培されていたと報告されている。
日本統治下において台湾のパイナップル産業は発展し、1939年までハワイ州、マレーシアに次いで世界3位の生産地であった。戦後、中華民国政府は、パイナップル栽培の近代化を推進し、品種改良と生産量の拡大に努め、1970年代には全盛期を迎えた。
2020年までの過去数年間において、台湾は年平均42万トンのパイナップルを生産している。台湾のパイナップル生産量のうち約11％は世界16ヵ国への輸出に回されており、このうち9割を中国大陸が占めていた。2020年の中国大陸への輸出量は41,661トンで、金額ベースでは約15億ニュー台湾ドル相当であった。その他の主な輸出相手国・地域は日本（2,160トン）、香港（1,186トン）、シンガポール（421トン）であった。2021年3月初旬に中国大陸で台湾からのパイナップル輸入が禁止された。これに対して台湾内外で台湾産のパイナップルを買い支えようとする「フリーダム・パイナップル」という購買運動に発展した。